# Szabad Nép-félóra
A Szabad Nép-félóra az 1950-es évek első felének mindennaposan használt kifejezése volt. A munkahelyeken tartott kötelező politikai „vitákat” jelölte. Szabad Nép baráti körök a munkahelyeken az országban tömegével alakultak.
Az ilyen vitákon a dolgozóknak kötelező volt megjelenniük. A nevét a rendszeres rendezvény arról kapta, hogy az irányított beszélgetésben a kommunista állampárt, a Magyar Dolgozók Pártja hivatalos lapja, a Szabad Nép legfontosabb híreit és vezércikkeit kellett kommentálni egyetértően. 
A Szabad Nép 1945-től az 1956-os forradalomig volt a párt lapja, 1956. november 2-ától a Népszabadság váltotta. 
Átvitt értelemben ma Szabad Nép-félórának nevezik azokat műsorokat az elektronikus médiában, amelyek álvitákat és álbeszélgetéseket tartalmaznak előre fixált vélemények propagálására.